# Bulevard Magheru
El Bulevard Magheru és un carrer important del centre de Bucarest. Va ser construït a principis del segle XX i porta el nom del general Gheorghe Magheru.
Juntament amb el Bulevard Bălcescu, el Magheru connecta les places Piața Romană i Piața Universității i va ser als anys 30 i 40 la part més moderna de Bucarest. Aquest és un dels bulevards modernistes més representatius d'Europa i del món, on predomina l'arquitectura de moda als anys trenta.
Part de la via principal que passa pel mig de Bucarest, es continua al sud pel bulevard Nicolae Bălcescu i després pel bulevard Ion C. Brătianu, i cap al nord pel bulevard Lascăr Catargiu i Șoseaua Kiseleff.
El Bulevard Magheru és un dels carrers comercials més cars d'Europa.

## Galeria

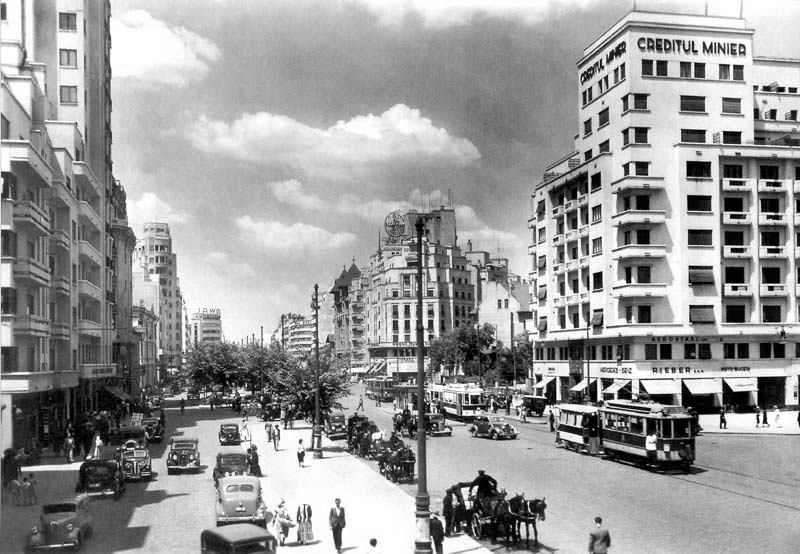
El bulevard a finals dels anys trenta
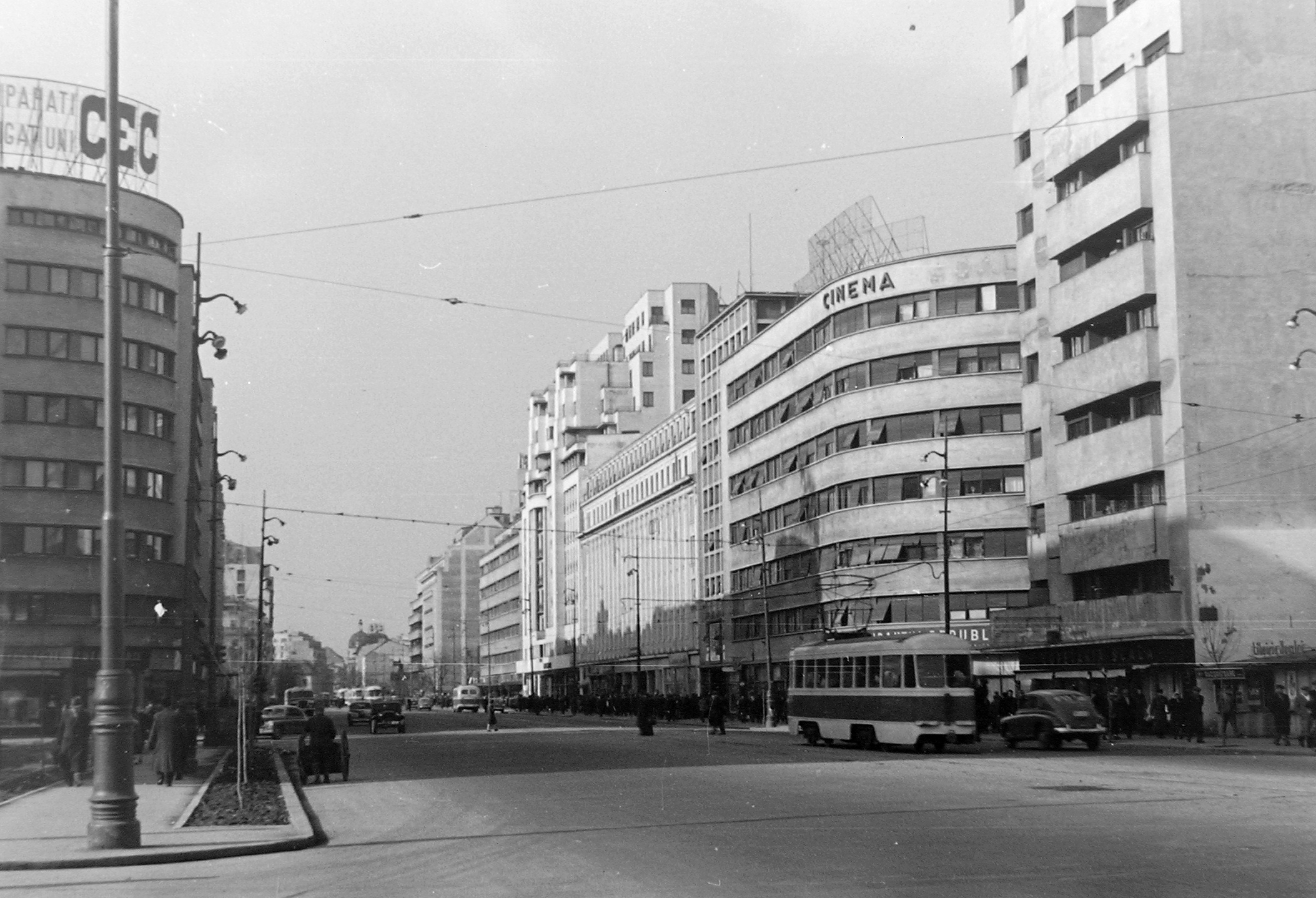
El bulevard l'any 1958
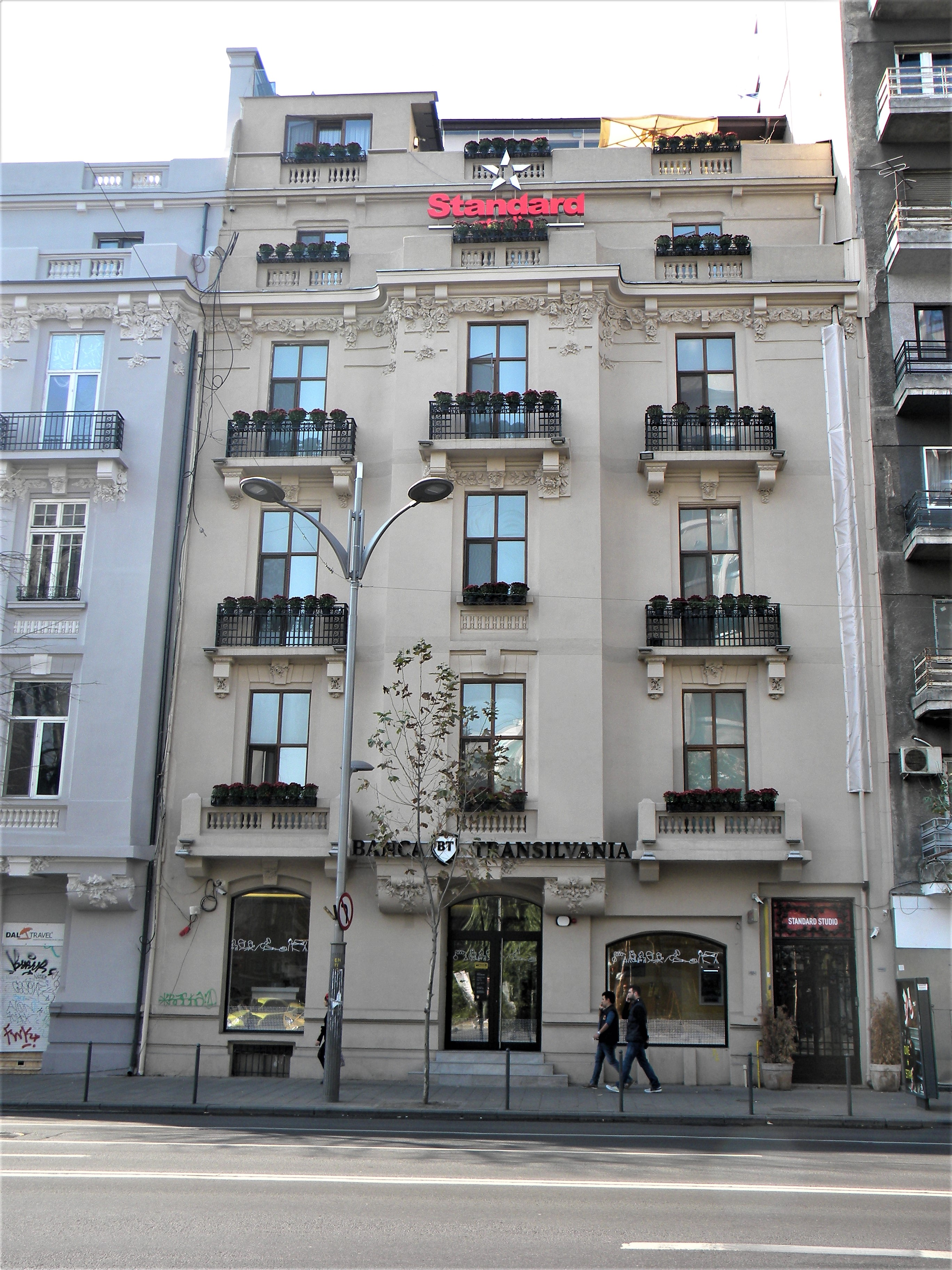
El bulevard el 2017